# 巴圖利亞角
巴圖利亞角（英語：Batuliya Point）是南極洲的海岬，位於南設得蘭群島中羅伯特島最東端，處於羅伯特角東南面5.4公里、薩達拉角東北面3公里和基臣角以南1.9公里，以保加利亞的鄉鎮命名。

## 外部連結

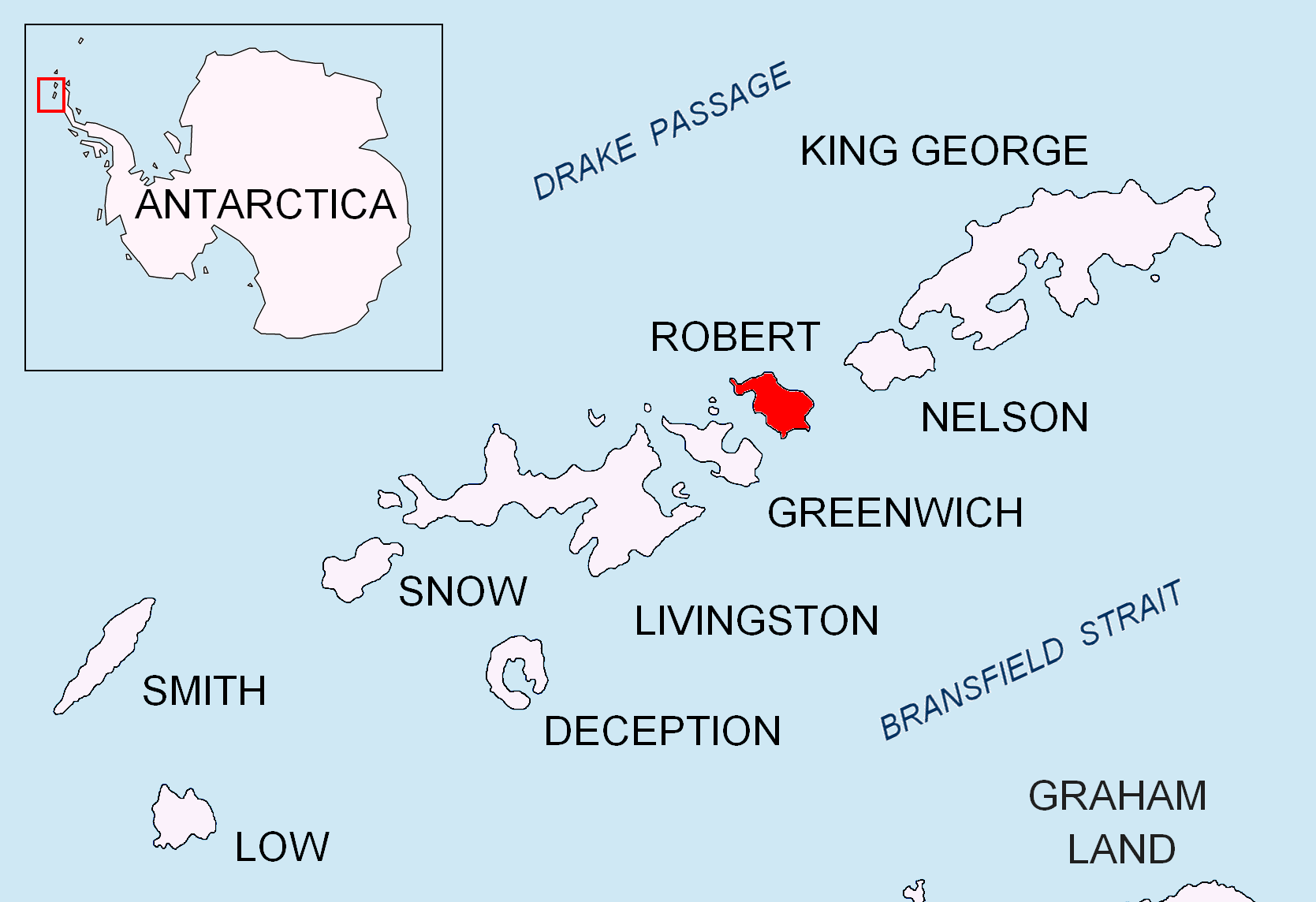

- Batuliya Point. （页面存档备份，存于） SCAR Composite Gazetteer of Antarctica.

62°24′16″S 59°20′41″W / 62.40444°S 59.34472°W